# Elaphoglossum maxonii
Elaphoglossum maxonii là một loài dương xỉ trong họ Dryopteridaceae. Loài này được Underw. ex Maxon mô tả khoa học đầu tiên năm 1939.